# Acronicta grumi
Acronicta grumi är en fjärilsart som beskrevs av Alphéraky 1897. Acronicta grumi ingår i släktet Acronicta och familjen nattflyn. Inga underarter finns listade i Catalogue of Life.